# Josef Börjesson
Josef Alfred Börjesson (ur. 15 kwietnia 1891 w Göteborgu, zm. 20 lutego 1971 w Göteborgu) – szwedzki piłkarz, reprezentant kraju grający na pozycji bramkarza.

## Kariera klubowa
Podczas swojej kariery piłkarskiej Josef Börjesson występował w Göteborgs FF.

## Kariera reprezentacyjna
W reprezentacji Szwecji Börjesson zadebiutował 29 października 1911 w wygranym 3-1 towarzyskim meczu z Niemcami. W 1912 był w kadrze Szwecji na Igrzyska Olimpijskie w Sztokholmie. Na turnieju w Szwecji wystąpił w meczu z Holandią i w turnieju pocieszenia z Włochami, który był jego ostatnim meczem w reprezentacji. W sumie wystąpił w 4 spotkaniach.
| Mecze i gole w reprezentacji | Mecze i gole w reprezentacji | Mecze i gole w reprezentacji | Mecze i gole w reprezentacji | Mecze i gole w reprezentacji | Mecze i gole w reprezentacji | Mecze i gole w reprezentacji |
| #                            | Data                         | Miasto                       | Przeciwnik                   | Gol                          | Wynik                        |                              |
| ---------------------------- | ---------------------------- | ---------------------------- | ---------------------------- | ---------------------------- | ---------------------------- | ---------------------------- |
| 1.                           | 29.10.1911                   | Hamburg                      | Cesarstwo Niemieckie         |                              | 3:1                          | towarzyski                   |
| 2.                           | 20.06.1912                   | Göteborg                     | Węgry                        |                              | 2:2                          | towarzyski                   |
| 3.                           | 29.06.1912                   | Sztokholm                    | Holandia                     |                              | 3:4                          | Igrzyska Olimpijskie         |
| 4.                           | 01.07.1912                   | Solna                        | Włochy                       |                              | 0:1                          | Igrzyska Olimpijskie         |